# 根本新平
根本 新平（ねもと しんぺい、天保11年（1840年） - 元治2年2月4日（1865年3月1日））は江戸時代後期・幕末の水戸藩士。尊皇志士。仮名を新平。諱を義信、変名を岸新蔵といった。本姓は藤原氏。家系は鎮守府将軍藤原秀郷の流れを汲み、小野崎氏の家老に列した根本氏。父は根本祐介一知、母は根本義言の女。国事に奔走し天狗党の乱で没した。死後、位階は贈正五位。

## 概要
安政4年（1857年）、家督を相続し、小普請組となる。同5年（1858年）、戊午の密勅が水戸藩に下され、幕府が返納を求めると、新平は尊攘激派に与して活動した。安政の大獄後、水戸藩が返納に傾くと、万延元年（1860年）、長岡宿に集い阻止した。桜田門外の変後、さらなる尊攘活動を企図して薩摩藩邸に身を投じたが、水戸藩に引き渡され禁錮となる。文久2年（1862年）12月、罪を赦されて小普請組に復帰し、同3年（1863年）将軍上洛に供奉する藩主・徳川慶篤に随い上京、尊皇攘夷の機運の高まりに触れる。元治元年（1864年）、天狗党の挙兵に加わり、一方の将として諸生党と闘った。主力が幕府軍に降伏する中、新平は武田耕雲斎に随い、都に向かって西上し、越前国で幕府方の加賀藩に降伏。元治2年（1865年）2月4日、敦賀で斬刑となる。維新後の明治40年（1907年）、正五位を贈位される。